# Neuviller-lès-Badonviller
Neuviller-lès-Badonviller ist eine französische Gemeinde im Département Meurthe-et-Moselle in der Region Grand Est (bis 2015 Lothringen).
Frühere Schreibweisen lauteten: Nuefveilleir (1329), Novumvillare (1402), Neufeiller (1590).

## Geografie
Die Gemeinde liegt am Fuß der Vogesen an einem Seitenbach der Blette, 30 Kilometer südöstlich von Lunéville. Nachbargemeinden von Neuviller-lès-Badonviller sind Montreux im Norden, Bréménil im Nordosten, Badonviller im Süden sowie Ancerviller im Westen.

## Bevölkerungsentwicklung
| Jahr      | 1946 | 1962 | 1968 | 1975 | 1982 | 1990 | 1999 | 2009 | 2019 |
| Einwohner | 146  | 107  | 113  | 117  | 96   | 80   | 80   | 92   | 97   |

## Sehenswürdigkeiten
- Kreuzauffindungs- und St. Laurentius-Kirche (Église de l’Invention-de-la-Croix et Saint-Laurent)

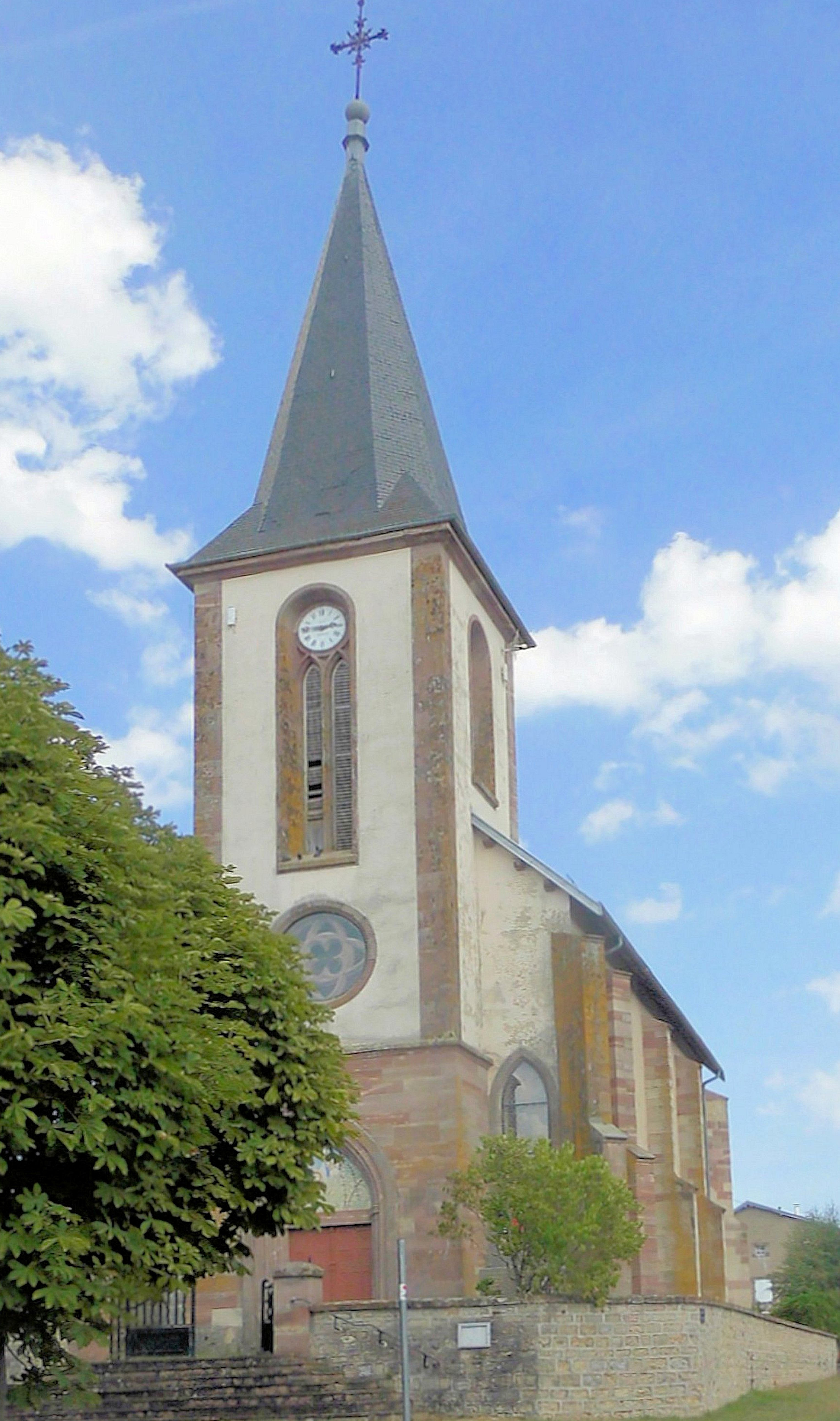
Kreuzauffindungs- und St. Laurentius-Kirche
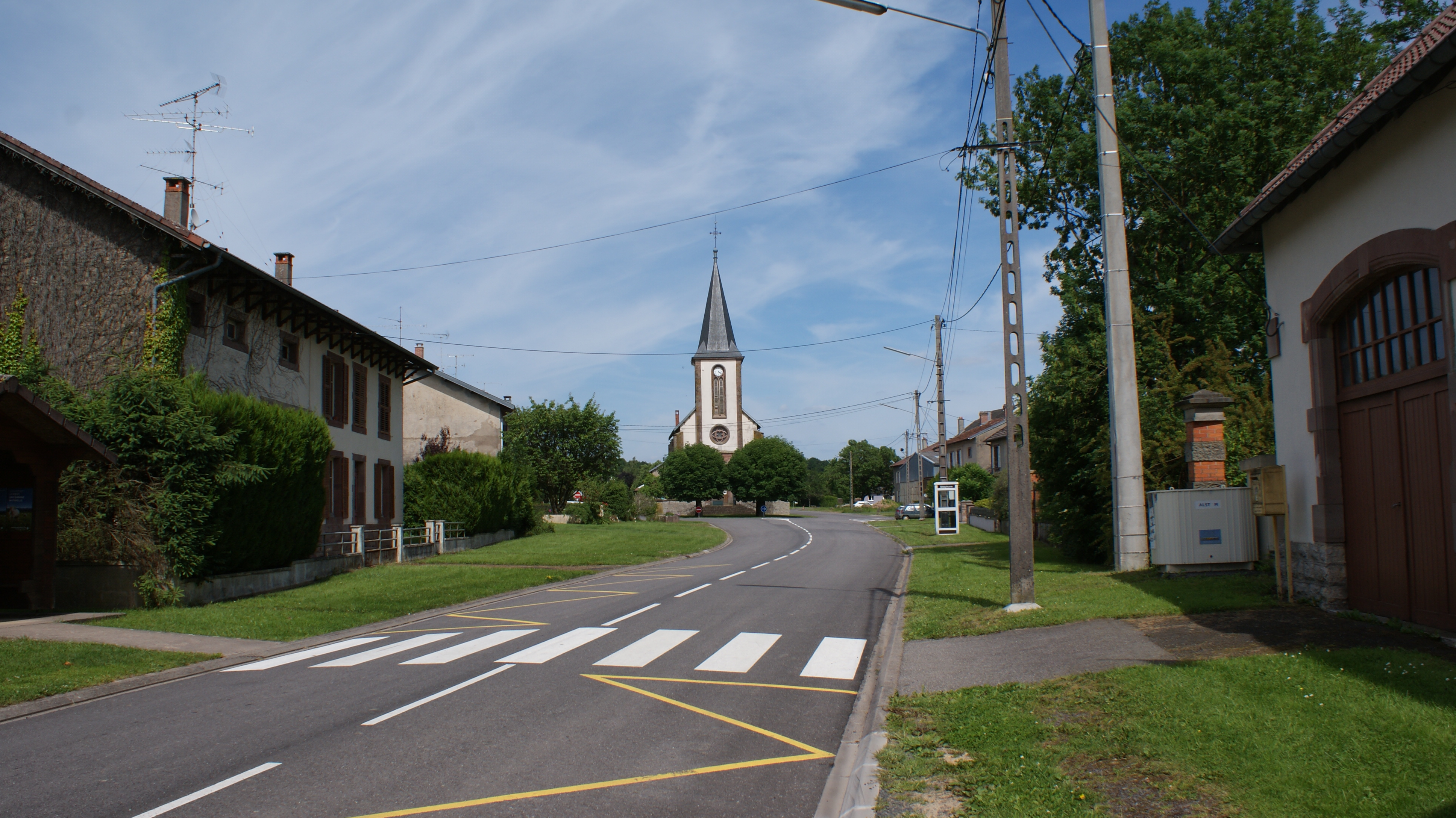
Ortszentrum mit Blick auf die Kirche